# Amt Uecker-Randow-Tal

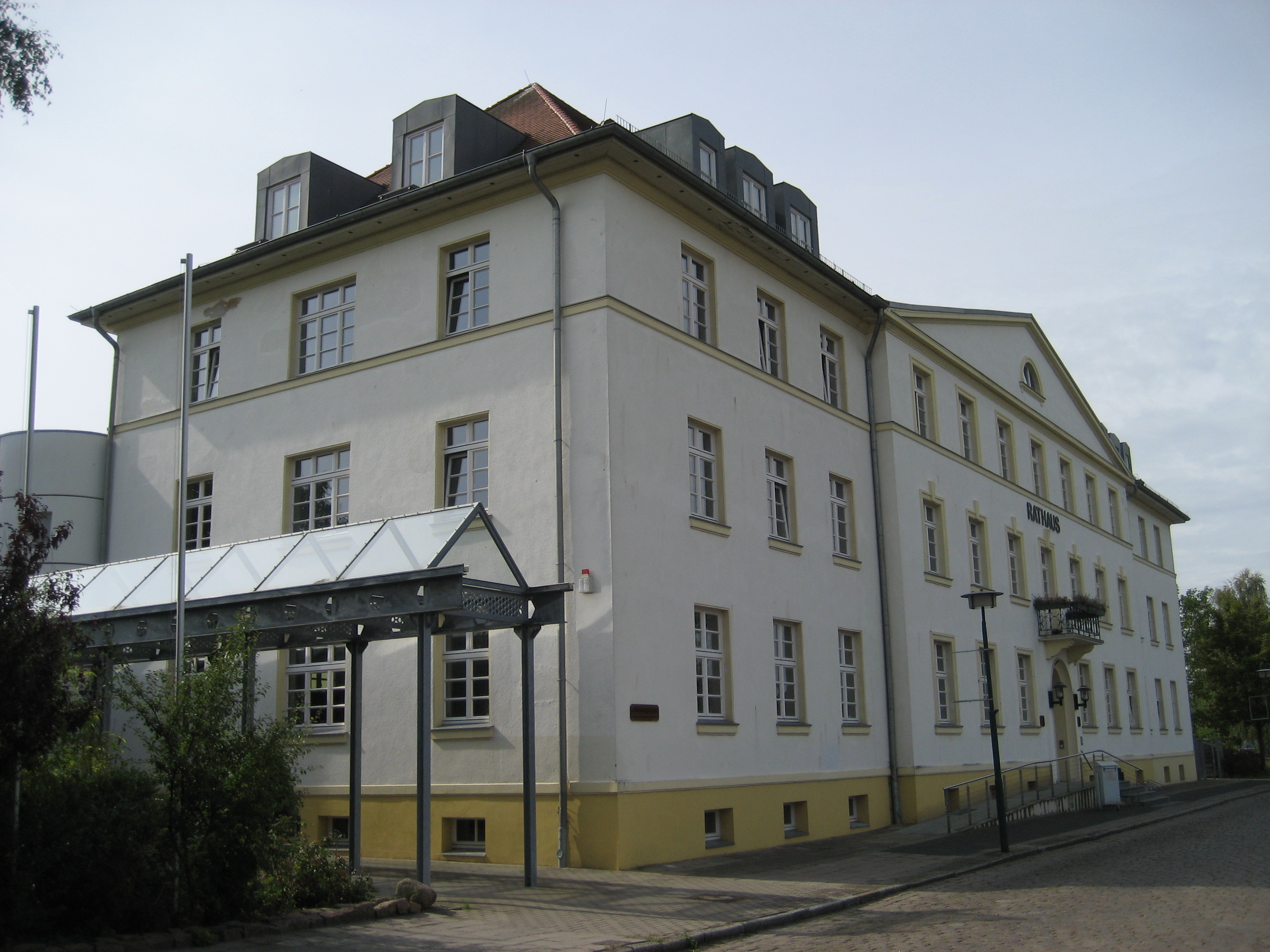
Amt Uecker-Randow-Tal im Rathaus Pasewalk in der Haußmannstraße 85

Im Amt Uecker-Randow-Tal sind 13 Gemeinden zur Erledigung ihrer Verwaltungsgeschäfte zusammengeschlossen. Das Amt liegt im Südosten des Bundeslandes Mecklenburg-Vorpommern (Deutschland) und im Süden des Landkreises Vorpommern-Greifswald. Im Süden grenzt das Amt an das Bundesland Brandenburg. In der Mitte des Amtes liegt die nicht amtsangehörige Stadt Pasewalk. Die Stadtverwaltung Pasewalk und die Amtsverwaltung Uecker-Randow-Tal kooperieren bei einigen Verwaltungsaufgaben miteinander.

## Die Gemeinden mit ihren Ortsteilen
- Brietzig mit Starkshof
- Fahrenwalde mit Bröllin, Friedrichshof und Karlsruh
- Groß Luckow
- Jatznick mit Belling, Blumenhagen, Groß Spiegelberg, Klein Luckow, Sandförde, Waldeshöhe und Wilhelmsthal
- Koblentz mit Breitenstein und Peterswalde
- Krugsdorf mit Rothenburg
- Nieden
- Papendorf
- Polzow mit Roggow und Neu Polzow
- Rollwitz mit Damerow, Schmarsow, Schmarsow-Ausbau und Züsedom
- Schönwalde mit Dargitz, Sandkrug und Stolzenburg
- Viereck mit Alt-Stallberg, Borken, Marienthal, Neuenkrug, Riesenbrück und Uhlenkrug
- Zerrenthin

Eingemeindungen
Am 1. Januar 2012 wurden die folgenden vormals eigenständigen Gemeinden als Ortsteile eingemeindet:
- Damerow und Züsedom nach Rollwitz
- Blumenhagen und Klein Luckow nach Jatznick

## Dienstsiegel
Das Amt verfügt über kein amtlich genehmigtes Hoheitszeichen, weder Wappen noch Flagge. Als Dienstsiegel wird das kleine Landessiegel mit dem Wappenbild des Landesteils Vorpommern geführt. Es zeigt einen aufgerichteten Greifen mit aufgeworfenem Schweif und der Umschrift „AMT UECKER-RANDOW-TAL“.

## Wirtschaft
Das Amtsgebiet ist vorwiegend landwirtschaftlich geprägt. Im Norden hat das Amt Anteil an der Ueckermünder Heide. Wirtschaftlicher und kultureller Mittelpunkt sowie Verkehrsknoten ist Pasewalk.